# Pinanga bicolana
Pinanga bicolana là loài thực vật có hoa thuộc họ Arecaceae. Loài này được Fernando miêu tả khoa học đầu tiên năm 1988.